# Ruta Provincial 2 (La Pampa)
La Ruta Provincial 2 es una carretera de Argentina en la provincia de La Pampa. Su recorrido total es de 156 km casi completamente de asfalto.

## Recorrido
Tiene como extremo este al límite con la Provincia de Buenos Aires. Cruza en tres oportunidades las vías Ferrocarril Sarmiento del Ramal a Ingeniero Luiggi.
Por esta ruta se accede a la ciudad de Intendente Alvear y a las localidades de Ojeda, Alta Italia, y luego de cruzar la Ruta Nacional 35, a Ingeniero Luiggi.
El último trayecto desde Ingeniero Luiggi hacia el oeste, es de tierra natural. Termina en el límite con la Provincia de San Luis.